# Esper S. Larsen

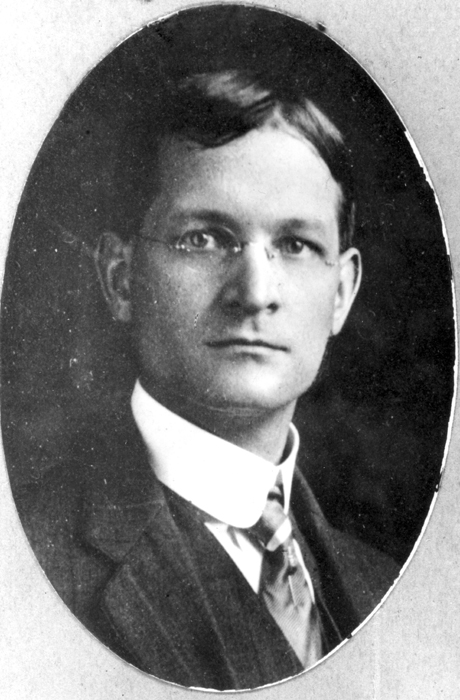
Esper Signius Larsen, jr. 1908

Esper Signius Larsen, jr. (* 14. März 1879 in Astoria, Oregon; † 8. März 1961) war ein US-amerikanischer Geologe, Petrologe und Mineraloge.

## Leben
Larsen wuchs in Portland auf, wo sein Vater mehrere Einzelhandelsläden hatte und dänischer Konsul war. Nach der High School arbeitete er vier Jahre im Einzelhandel und studierte ab 1902 an der University of California, Berkeley, Mineralogie und Geologie mit dem Abschluss 1906. Danach war er Instructor in Berkeley und 1907 bis 1909 Assistant Petrographer am Geophysikalischen Labor der Carnegie Institution in Washington, D.C., wo er mit Frederick Eugene Wright zusammenarbeitete und über Quarz als geologisches Thermometer veröffentlichte.
Um Daten für die Anwendung der Immersionsmethode zu gewinnen, begann er die optischen Daten (Brechungsindex) von über 600 Mineralien zu bestimmen. Seine Ergebnisse veröffentlichte er 1921 in The microscopic determination of nonopaque minerals, was er beim United States Geological Survey (USGS) fortsetzte, wo er 1909 bis 1923 war. Die Immersionsmethode konnte dank seiner Datensammlung dort insbesondere zur Mineralienbestimmung eingesetzt werden. Im Ersten Weltkrieg war er drei Jahre mit Prospektion nach Wolfram und Molybdän befasst. 1918 reichte er seine Doktorarbeit in Berkeley ein (Areal geology of the Creed Mining District, Colorado). Von 1918 bis 1923 war er Leiter der Petrographie beim USGS. Beim USGS befasste er sich insbesondere mit Feldarbeit speziell in den vulkanischen Gesteinen des San-Juan-Gebietes in Colorado und New Mexico. Dabei arbeitete er mit Whitman Cross zusammen, der dort schon vorher lange Jahre für den USGS erkundete, und dem Mineralogen William H. Emmons. Die Arbeit beschäftigte ihn bis in die 1940er Jahre und resultierte in einer Reihe von Veröffentlichungen von Larsen, teilweise mit seinem Sohn. Ein weiterer regionaler Schwerpunkt seiner Forschung in den 1930er Jahren war der Batholith im Corona Quadrangle in Südkalifornien, wo er schon kurz nach seinem Studium 1906 kartierte, und die Highwood Mountains in Zentral-Montana. 1923 bis zu seiner Emeritierung 1949 war er Professor für Petrographie der Harvard University. Nach seiner Emeritierung zog er nach Washington D.C. und blieb bis 1958 Berater des USGS.
Er war später in die historische Debatte um den Ursprung der Granite involviert, wobei er magmatischen Ursprung vertrat. Er entwickelte auch eine Methode der geologischen Altersbestimmung (Larsen Methode) aus der Bestimmung des Uran-Blei Verhältnisses in Zirkonen.
Larsen war Mitglied der American Academy of Arts and Sciences (1925) und der National Academy of Sciences (1944). 1928 war er Präsident der Mineralogical Society of America. Sein Sohn Esper Larsen III war ebenfalls Geologe beim USGS.

## Schriften
- mit Frederick E. Wright Quartz as a geologic thermometer, American Journal of Science, Band 27, 1909, S. 421–427
- The microscopic determination of nonopaque minerals, US Geological Survey Bulletin Nr. 679, 1921 (Neuauflage mit Harry Berman 1934)
- mit Whitman Cross: The geology and petrology of the San Juan Region of Southwestern Colorado, US Geological Survey Professional Paper, 1956
- The petrographic province of central Montana, Bulletin Geological Society of America, Band 51, 1940, S. 887–948

## Ehrungen
- Ein 1828 neu entdecktes Mineral erhielt ihm zu Ehren den Namen Larsenit.[2]
- 1941 erhielt er die Roebling Medal und 1953 die Penrose-Medaille.